# Navrátilka
Navrátilka je krátký román italské spisovatelky a dětské zubní lékařky Donatelly di Pierantonio. Kniha vyšla poprvé v roce 2017 v Itálii. Česky vyšla až o rok později v nakladatelství Argo. Bylo to poprvé, kdy se spisovatelka dostala do většího povědomí českých čtenářů. Autorka za Navrátilku získala významné literární ocenění Premio Campiello. Díky své úspěšnosti se kniha dočkala i volného pokračování s názvem Návrat do Borga Sud. Před Navrátilkou vydala Donatella di Pierantonio ještě dvě knihy, a to Má matka je řeka (Mia madre e un fiume, 2011) a Má kráska (Bella mia, 2014).

## Charakteristika díla
Román je rozčleněn do 33 krátkých kapitol. Děj na sebe chronologicky navazuje a odehrává se v řádu několika po sobě jdoucích měsíců. Autorka používá ich-formu, často se objevují také dialogy. Jazyk je strohý, čtenář má pocit, že spisovatelka situaci jen nastíní, ale nedořekne do konce. To dává čtenáři prostor o knize více přemýšlet.
Text zachycuje pokroucené rodinné vztahy, zejména pak vztah matky a dcery, na které doplácí hlavní postava knihy, třináctiletá dívka, která je pro ni z neznámých důvodů navrácena ke své biologické rodině a je nucena se s ní sžít. Je nazývána "L’arminuta", což v abruzzeském dialektu znamená „ta, jež se vrátila“, její pravé jméno se čtenář z knihy nedozvídá.

## Děj
Do příběhu čtenář vstupuje ve chvíli, kdy se třináctiletá dívka vrací z blíže nespecifikovaného přímořského města v oblasti Abruzzo ve střední Itálii na venkov ke své svérázné biologické rodině. Do té doby vyrůstala u náhradní matky Adalgisy a otce. Vlastní děti neměli, a tak dívku přijali za vlastní, ta o tom ale neměla ani ponětí. Se svými náhradními rodiči, které považovala za vlastní, měla krásný vztah a prožívala bezstarostné dětství. Navštěvovala školu, chodila do baletu, odpoledne trávila s kamarádkou na pláži. Návrat do biologické rodiny pro ni byl velkou ránou.
L’arminuta - Navrátilka se náhle ocitla u rodiny, kterou neznala, a musela se vypořádat s tím, že je její vlastní. Matka už nebyla ta upravená a spořádaná žena s dobrými mravy, ale prostá žena z venkova, a otec už nebyl ten vážený karabiník, ale obyčejný dělník. Navíc sdílela pokoj s dalšími čtyřmi sourozenci.
Postupem času se jí daří v rodině adaptovat, a to i přes bídné životní podmínky. Hlubší vztah si vytvoří jen s mladší sestrou Adrianou. Blízko má i k mladšímu bratrovi, o kterém se později dozví, že je postižený - pravděpodobně vinou zanedbané rodinné péče. Dva starší bratři jsou svým chováním velmi hrubí. Rodiče jsou k Navrátilce i svým ostatním dětem chladní. Otec téměř nemluví, matka rozdává pouze rozkazy. Právě na vztah dcery a matky je v knize kladen důraz, oba otcové jsou na okraji příběhu.
Navrátilka nepřestávala pátrat po tom, proč se do biologické rodiny vrátila. Zjistila, že jsou její náhradní rodiče její vzdálení příbuzní z matčiny strany. Když viděli, v jakých podmínkách rodina žije, rozhodli se zlepšit životní úroveň alespoň jednomu dítěti. I po tom, co se dívka do biologické rodiny vrátila, její náhradní matka ji každý měsíc finančně podporovala. Navrátilka je přesvědčena, že její náhradní matka vážně onemocněla, protože poslední týdny, co s ní žila, matka jen ležela a nejedla.
V druhé polovině knihy se dozvídáme, že náhradní matka nebyla nemocná, ale byla těhotná, a to s někým jiným než se svým manželem. Proto se rozešli a dívku vrátili biologickým rodičům.
Přestože si v rodině našla své místo, zůstat tam nechtěla. Po roce stráveném v malém bytě v pokoji se čtyřmi dalšími sourozenci v cikánské oblasti dostala možnost vrátit se do města. Ne ke své náhradní matce ani otci, ale k cizí ženě, která žila sama se svojí dcerou a byla ochotná se o Navrátilku postarat. Dívka tedy znovu změnila své místo a přestěhovala se zpět do města. Byla překvapena, že se jí od biologické rodiny neodchází úplně lehce, jistým způsobem jí přirostla k srdci. Nejvíce utrpěl její vztah se sestrou, vnímala to jako zradu a nechtěla se smířit s tím, že ji sestra opouští. O dalším vývoji jejich vzájemného vztahu se čtenáři mohou dozvědět ve volném pokračování knihy Návrat do Borga Sud.

## Přijetí
Emily Rhodesová pro The Guardian uvedla, že román velmi živě zprostředkovává zraňující pocity, které má „dvojnásob osiřelá“ dívka, jejíž dvě matky sice žijí, ale vyměňují si ji, jako by byla hračkou. John Domini pro Washington Post upozornil, že kniha především zprostředkovává pohled na rozdíl mezi starobylým městským centrem a periferií, v italském prostředí obzvláště vyostřený. Přestože na celý stín vrhá stín tragédie, není třeba se obávat, že by převládl patos a snaha dojmout – autorka podle Dominiho vyprávění napsala svěže, odvážně a se smyslem pro neobvyklý detail.